# Hesperapis rufiventris
Hesperapis rufiventris is een vliesvleugelig insect uit de familie Melittidae. De wetenschappelijke naam van de soort is voor het eerst geldig gepubliceerd in 1912 door Friese.